# Île Notre-Dame (Malestroit)
Pour les articles homonymes, voir Île Notre-Dame.
L'île Notre-Dame est une île fluviale sur l'Oust, à Malestroit (Morbihan).

## Géographie
L'île est située à la confluence de l'Oust et du canal de Nantes à Brest, entre le centre historique et le faubourg de la Madeleine. Elle est traversée par la rue Notre-Dame et reliée aux deux berges par des ponts.
L'île Notre-Dame est large d'environ 75 m sur une longueur maximale de 125 m.

## Occupation
L'île est occupée en grande partie par une ancienne minoterie.
De 1633 à 1791, la communauté des Augustines y a eu un monastère.